# Tometes lebaili
Tometes lebaili es una especie de peces de la familia Serrasalmidae en el orden de los Characiformes.

## Morfología
Los machos pueden llegar alcanzar los 51,2 cm de longitud total.

## Hábitat
Vive en zonas de clima tropical.

## Distribución geográfica
Se encuentran en Sudamérica:  cuencas de los ríos  Mana y  Maroni en la Guayana Francesa, y del  Commewine en Surinam.